# Нойенгённа
Нойенгённа (нем. Neuengönna) — община в Германии, в земле Тюрингия. 
Входит в состав района Заале-Хольцланд. Подчиняется управлению Дорнбург-Камбург.  Население составляет 686 человек (на 31 декабря 2010 года). Занимает площадь 6,17 км².